# Fruit machine
Pour l'appareil de jeux de hasard et d'argent, voir Machine à sous.
La Fruit machine, littéralement « trieuse à fruits », est un appareil censé permettre d'identifier les homosexuels, mis au point au Canada par Frank Robert Wake dans les années 1950. Le terme « fruit (en) » désigne en anglais de manière insultante les homosexuels.
La machine projetait aux sujets des images de corps nus et photographiait le diamètre de leurs pupilles (test du réflexe pupillaire), dont la dilatation était supposée traduire une réaction érotique. La conception d'un tel test repose sur des postulats erronés concernant l'homosexualité et ne permet pas d'identifier l'orientation sexuelle d'une personne.

## Contexte historique
La machine a été utilisée au Canada dans les années 1950-1960 dans le cadre d'une opération visant à détecter les homosexuels dans la fonction publique, la Gendarmerie royale du Canada (GRC) et l'armée. 9 000 personnes ont fait l'objet d'une enquête de la part de la Gendarmerie royale du Canada,. Certaines ont été licenciées. Bien que le financement du projet ait été interrompu à la fin des années 1960, les enquêtes se sont poursuivies au-delà.
Le Conseil de sécurité a fait appel au docteur en psychologie F. R. Wake, professeur à la Carleton University d'Ottawa pour mettre au point des tests de détection ; cette démarche s'inscrivait dans le contexte de la médicalisation contemporaine de l'homosexualité.
F.R. Wake a par ailleurs occupé dans les années 1950 la fonction de chercheur médical dans le cadre de la Commission royale d'enquête sur le droit pénal en matière de psychopathie sexuelle criminelle, instance qui a œuvré dans le sens d'une criminalisation accrue de l'homosexualité au Canada.

## Dispositif
La machine utilise une chaise similaire à celle utilisée par les dentistes. Elle a une poulie avec une caméra en direction des sujets étudiés ; une boîte noire située devant affiche des photos d'hommes et de femmes, les unes pornographiques, les autres jugées « neutres » par Frank Robert Wake, telles que des images du Christ sur la croix. Le postulat était que les pupilles se dilateraient en fonction du degré d'intérêt pour l'image, et que « le test du réflexe pupillaire » révèlerait l'homosexualité.
On avait d'abord fait croire que le but de la machine était d'évaluer le stress. Quand un grand nombre de personnes ont appris le véritable objectif de l'expérience, peu de gens ont accepté de se s'y soumettre.
Le gouvernement fédéral a consacré l'équivalent de 80 000 $ de 2017 au financement des tests.

## Hypothèses et paramètres de test erronés
Les postulats scientifiques sur lesquels reposait la « machine à fruits » sont fragiles.
- Le test de réflexe pupillaire est fondé sur des hypothèses erronées selon lesquelles les homosexuels et les hétérosexuels réagiraient différemment à ces stimuli visuels, et qu'il n'y a que deux types de sexualité[13]. L'homosexualité est supposée être une déviance et l'hétérosexualité, la norme[7].
- Les chercheurs n'ont pas pris en compte les différentes tailles des pupilles et les différentes distances entre les yeux[9],[13]
- La quantité de lumière provenant des photographies change à chaque diapositive, et provoque une dilatation des pupilles des sujets qui n'est pas liée à leur intérêt pour l'image[12].
- La dilatation des pupilles est extrêmement difficile à mesurer, car le changement était souvent inférieur à un millimètre[9].

## Autres tests de détection concurrents
D'autres « machines à fruits » ont été utilisées au Canada à la même époque : le pléthysmographe (mesure du volume sanguin du doigt) ; des tests de sudation, ou d’association de mots,.

## Excuses officielles
D’anciens employés de la Gendarmerie royale du Canada, de l’armée et de la fonction publique, membres du « Réseau nous exigeons des excuses » demandent des excuses au gouvernement canadien en 2015 pour ce qu'ils nomment une « campagne nationale de purge contre les homosexuels » et les mesures discriminatoires dont ils ont été victimes.
En 2017 le Premier ministre Justin Trudeau présente des excuses aux personnes LGBT pour les discriminations qui les ont visées pendant des décennies.

## Dans la culture populaire
La pièce de 1998 de Brian Drader, The Fruit Machine, juxtapose le projet de trieuse à fruits et un scénario parallèle exposant l'homophobie contemporaine.
Une tentative abandonnée d'utiliser une machine à fruits lors de l'interrogatoire du diplomate canadien John Watkins a été montrée dans le téléfilm de 2002 Agent of Influence[réf. nécessaire].
Le roman Cold Dark Matter (2005) d'Alex Brett utilise le projet comme dispositif d'intrigue[réf. nécessaire].
Le film documentaire de Sarah Fodey, The Fruit Machine (en), décrit les effets du dispositif sur plusieurs personnes.